# Kirtland (Ohio)
Kirtland est une ville des États-Unis (Ohio), dans le comté de Lake. Cette petite ville est principalement connue pour avoir été le premier centre de rassemblement des mormons de 1831 à 1837 sous la direction de Joseph Smith.

## Source
- (en) Cet article est partiellement ou en totalité issu de l’article de Wikipédia en anglais intitulé « Kirtland, Ohio » (voir la liste des auteurs).